# Bacon község
Bacon község (románul: Comuna Bățani) község Kovászna megyében, Romániában. Központja Nagybacon, beosztott falvai Kisbacon, Magyarhermány, Szárazajta, Uzonkafürdő.

## Népessége
A 2011-es népszámlálás adatai alapján a község népessége 4403 fő volt.